# Piaśnica
Piaśnica (kaszb. Piôsznica, niem. Piasnitz) – rzeka w Polsce północnej (Pobrzeże) na Kaszubach, przepływa przez obszar dwóch powiatów województwa pomorskiego: wejherowskiego i puckiego.

## Charakterystyka
Piaśnica zaczyna bieg na obszarze Puszczy Darżlubskiej (na południe od Małej Piaśnicy), rzeka przepływa przez Wielką Piaśnicę (miejsce kaźni Polaków i Kaszubów dokonanej przez Niemców), Warszkowo-Młyn, jezioro Żarnowieckie a kończy uchodząc do Bałtyku na zachód od Dębek (obszar rezerwatu przyrody Piaśnickie Łąki).

## Historia
27 września 1785 przy ujściu Piaśnicy zatonął brytyjski statek handlowy General Carleton.

### Granica
Obszar ujścia Piaśnicy stanowił historyczną północno-zachodnią rubież Rzeczypospolitej Polskiej. W wiekach wcześniejszych rzeka graniczna między Prusami a Królestwem Polskim (daw. woj. pomorskie), ale także między Pomorzem a Prusami Zachodnimi (Pommerellen).
W czasach II Rzeczypospolitej od roku 1921 do września 1939 rzeka na swym większym odcinku stanowiła granicę polsko-niemiecką patrząc od północy tj. między kamieniami granicznymi A001 (na plaży po zachodniej stronie, ujście znajdowało się całkowicie po polskiej stronie) a A022 (przy wyjściu z jez. Żarnowieckiego), a ściślej biegła częściowo jej zachodnim równoległym ramieniem Starą Piaśnicą (niem. Alter Piasnitz Bach), znaki graniczne A004 – A022. Dalej granica przebiegała zachodnimi brzegami jeziora Żarnowieckiego, a od kamienia A082 (przy wejściu Piaśnicy) do znaku A100 ponownie jej korytem. Po roku 1945 ciek był już w całości na obszarze Polski m.in. w woj. gdańskim.

## Turystyka
Zrekonstruowany słup graniczny nr 1, tzw. kamień wersalski został ustawiony na drodze Dębki – Białogóra przy mostku na Piaśnicy, jednakże nie stoi on na dawnej granicy tylko ok. 150 metrów bliżej rzeki.
W swym dolnym odcinku od elektrowni wodnej w Żarnowcu do ujścia, stanowi turystyczny szlak spływów kajakowych.

## Galeria

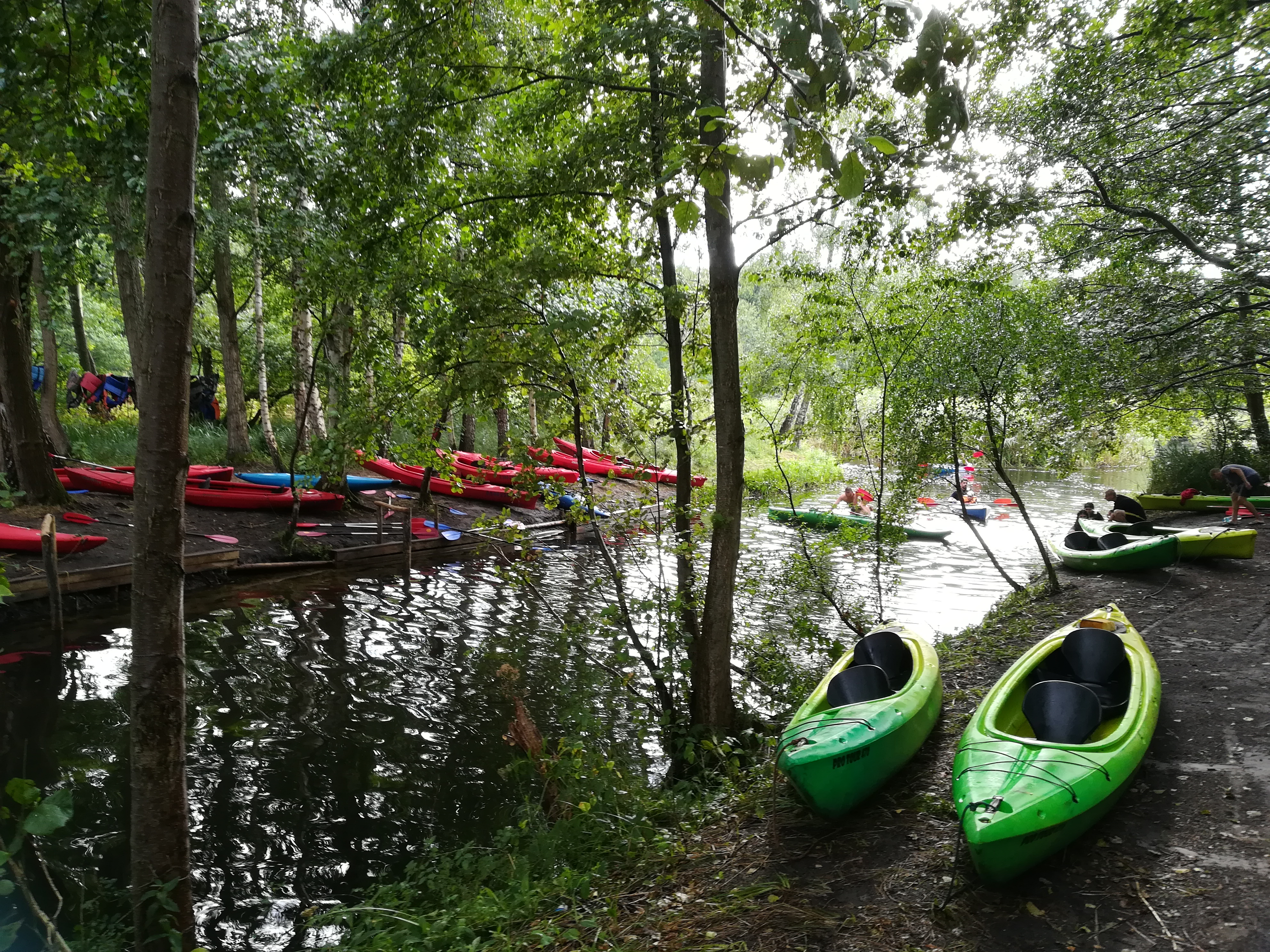
Spływ kajakowy Piaśnicą
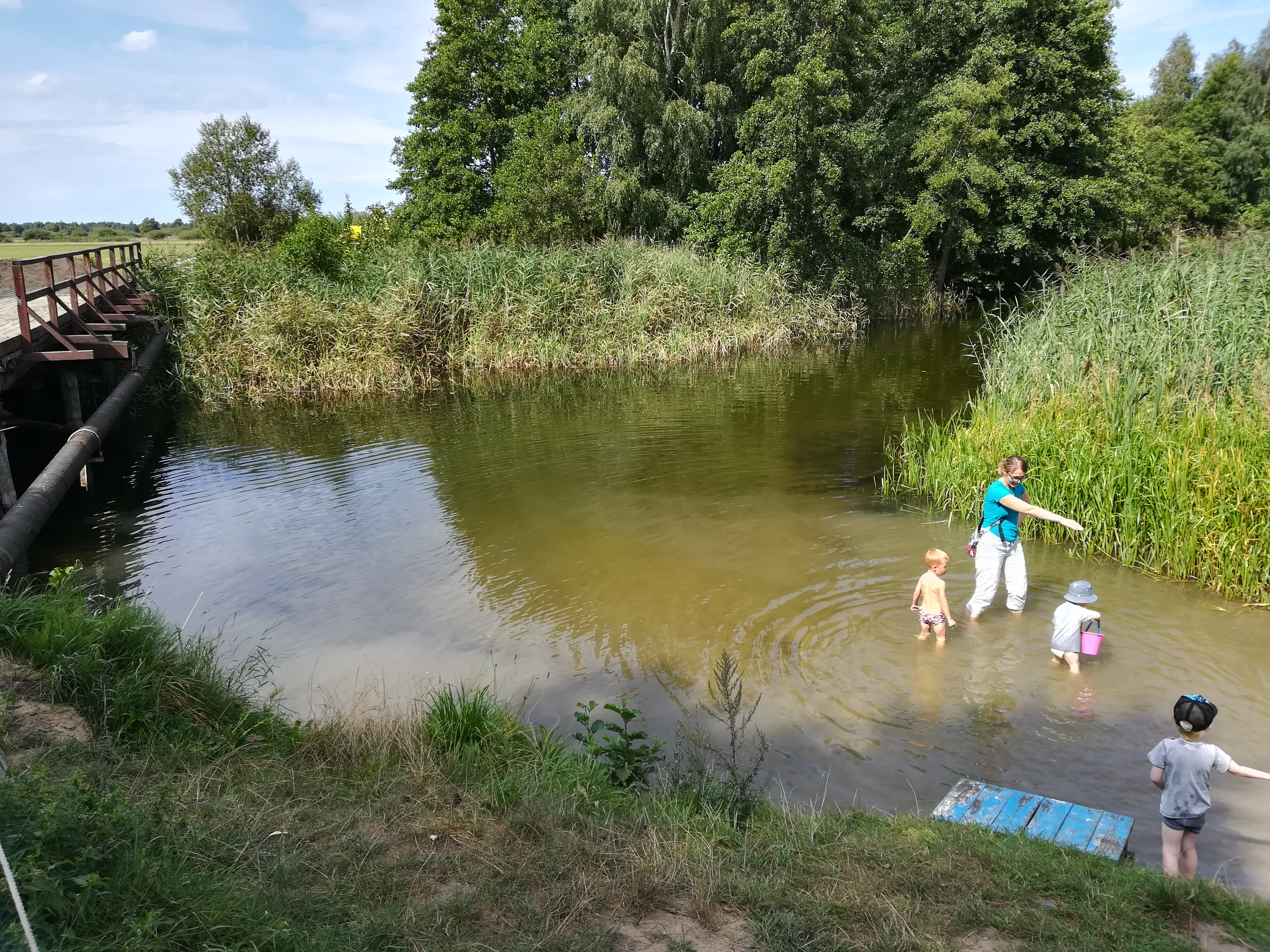
Kąpielisko koło Dmuchowa
Zrekonstruowany słup graniczny
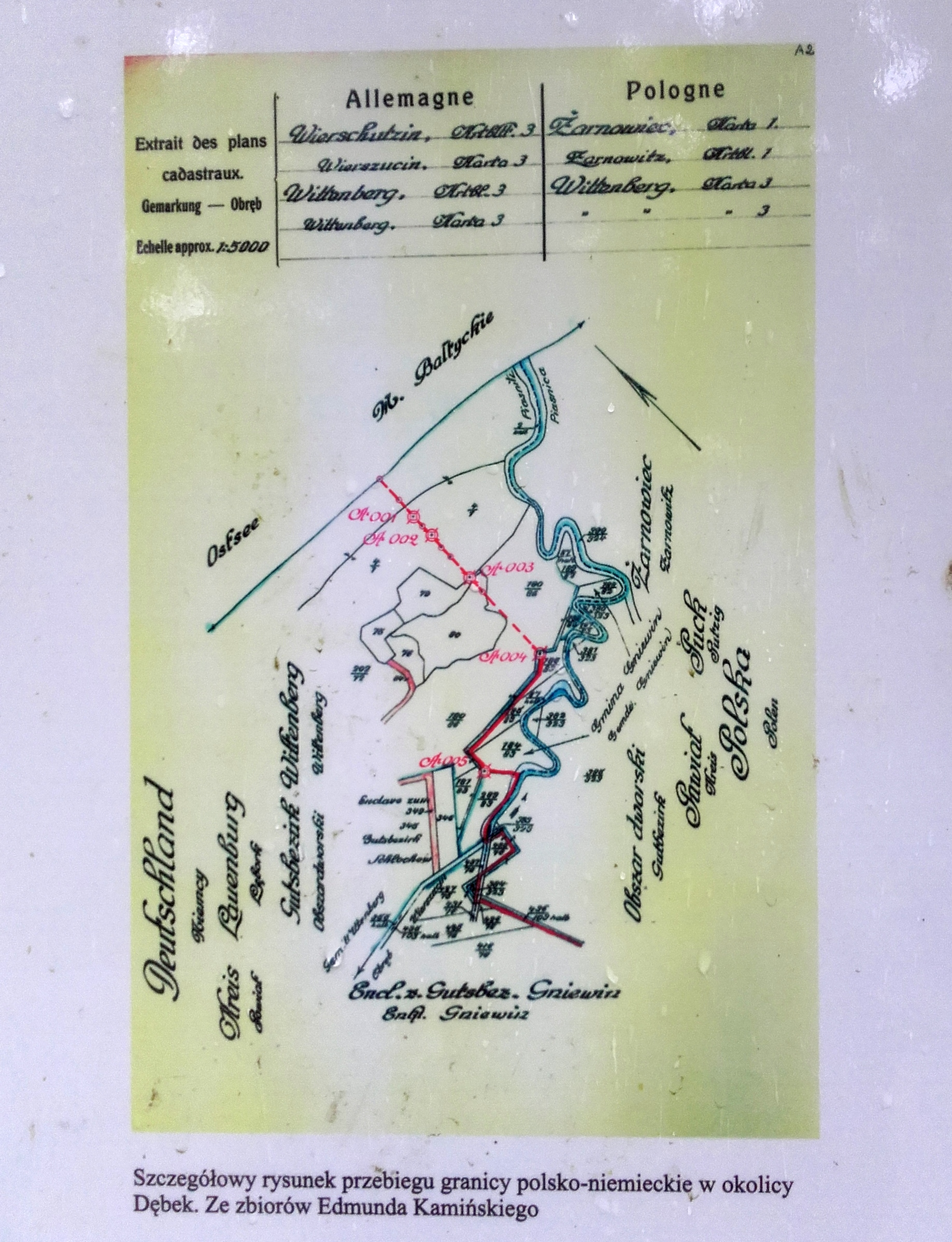
Plan przebiegu dawnej granicy polsko-niemieckiej